# Икатски хребет
Ика̀тския хребет (на руски: Икатский хребет) е планински хребет в Забайкалието, разположен в северната част на Република Бурятия, Русия. Простира се от юг-югозапад на север-североизток на протежение над 200 km, от горното течение на река Ина (ляв приток на Баргузин) до долината на река Котера (от басейна на Горна Ангара). Със стръмни склонове се спуска на запад към Баргузинската котловина, а на изток плавно се понижава към Витимското плато. Средна надморска височина 1800 – 2000 m, максимална 2574 m (55°01′53″ с. ш. 111°50′04″ и. д. / 55.031389° с. ш. 111.834444° и. д.). разположена в северната част, в изворите на река Баргузин. Изграден е основно от метаморфни шисти и гранити. Билото и върховете му са плоски. Икатският хребет е вододел между водосборните басейни на реките Енисей и Лена. От него водят началото си река Баргузин със своите леви притоци Гарга, Аргада, Турокча и др., дясната съставяща на река Витим Витимкан, реките Ципикан и Горна Ципа, съставящи на река Ципа (ляв приток на Витим) и река Няндони (ляв приток на Горна Ангара) с десния си приток Котера. Долните части на склоновете му са заети от планински лесостепи, изкачващи се по западните му склонове до 800 – 900 m, нагоре следва лиственична тайга (до 1200 m по северните и до 1700 m по южните склонове), а още по-нагоре – отделни петна от кедров клек и планинска тундра.

## Топографска карта
- N-49-Б, М 1:500 000[2]
- N-49-В, М 1:500 000[3]
- N-49-Г, М 1:500 000[4]